# Buxerolles (Vienne)
Buxerolles is een gemeente in het Franse departement Vienne (regio Nouvelle-Aquitaine). De plaats maakt deel uit van het arrondissement Poitiers. Buxerolles telde op 1 januari 2022 10.253 inwoners.
Tot de Tweede Wereldoorlog was Buxerolles voornamelijk een landbouwgemeente. Op de weinig vruchtbare grond werd in het zuiden graan en in het noorden druiven geteeld. Het gehucht Lessart, met een rivierhaven aan de Clain, was tot het begin van de 20e eeuw het grootste centrum van de gemeente. Na de oorlog verstedelijkte de gemeente snel als voorstad van Poitiers.
De kerk Saint-Jacques et Saint-Philippe werd gebouwd in 1868.

## Geografie
De oppervlakte van Buxerolles bedroeg op 1 januari 2022 9,1 vierkante kilometer; de bevolkingsdichtheid was toen 1.126,7 inwoners per km². De gemeente ligt op een hoogvlakte die wordt doorsneden in het westen door de vallei van de Clain en in het noorden door de vallei van de Buis.
De onderstaande kaart toont de ligging van Buxerolles met de belangrijkste infrastructuur en aangrenzende gemeenten.

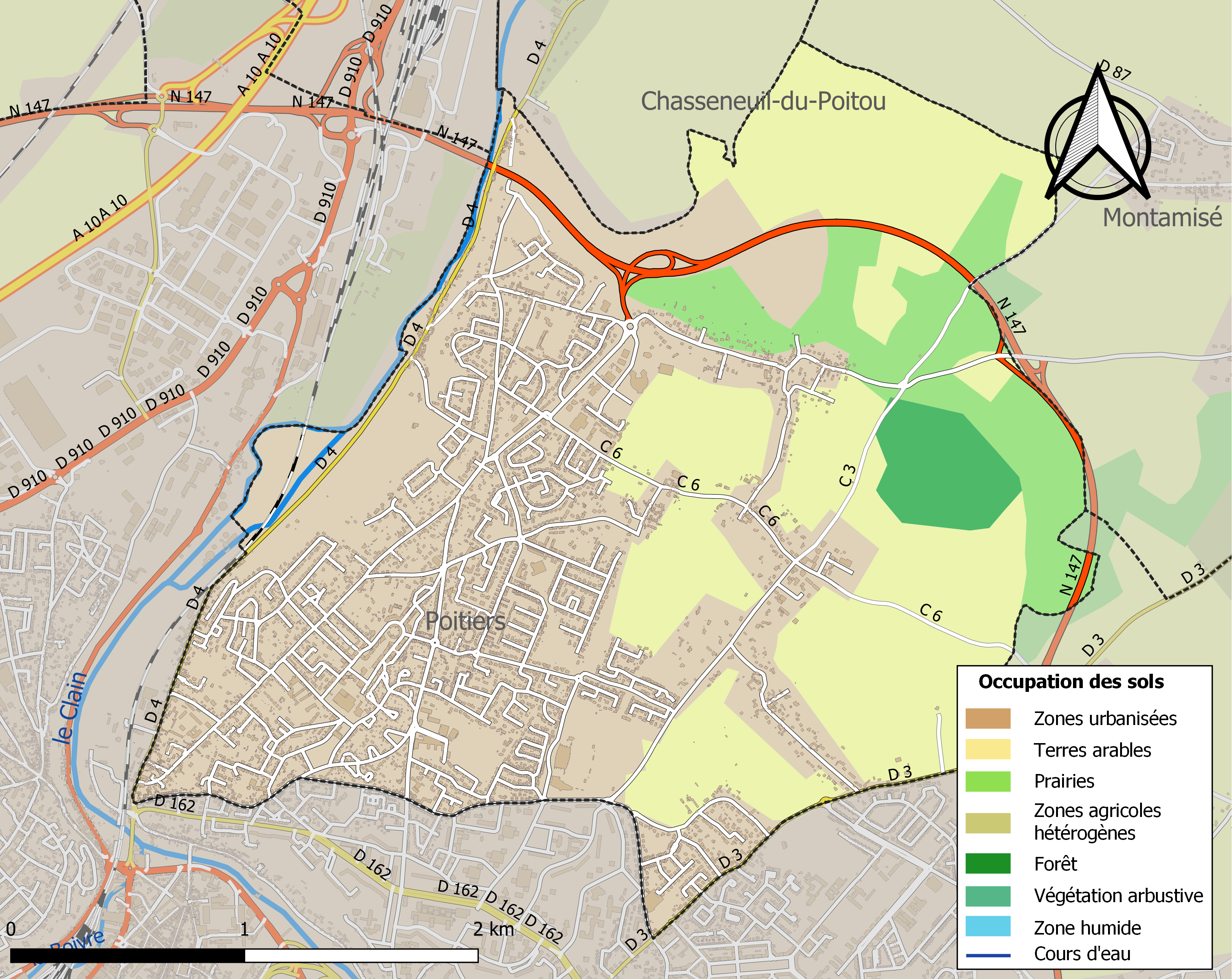

## Demografie
Onderstaande figuur toont het verloop van het inwonertal (bron: INSEE-tellingen).